# Calligra Sheets
Calligra Sheets（原名 KSpread 及 Calligra Tables）是一個自由軟體的電子表格應用程序，是Calligra Suite辦公軟體套裝的一部份。 
Calligra Sheets的特色是多張工作表的文件，各種格式的可能性，支持超過100個內置數學函數、模板、圖表、拼寫檢查、超文本鏈接、數據分類和Python, Ruby和 Javascript腳本支援。
Calligra Sheets支援多種電子表格格式，包括Microsoft Excel，Applix Spreadsheet，Quattro Pro，CSV 和SXC。

## 外部連結
- 官方網站（页面存档备份，存于）